# Граничне подання

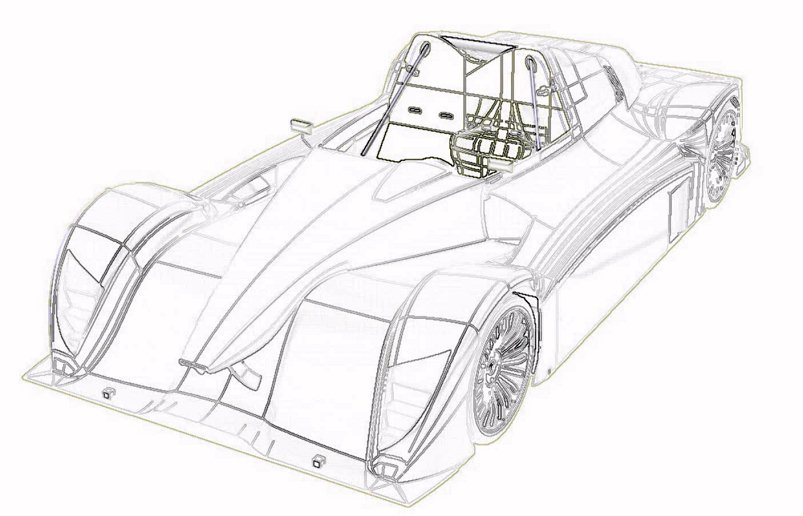
Приклад кузову автівки, що створена з використанням B-rep.
Зверніть увагу на зшиття граней поверхонь.

Граничне подання (B-rep, BREP) (англ. Boundary representation) — це метод відтворення форм з використанням границь у твердотільному моделюванні та комп'ютерному проєктуванні. Твердий об'єкт відображається у вигляді сукупності пов'язаних елементів поверхні (зазвичай поверхонь Безьє, NURBS, B-сплайнів) — границь між твердим тілом та оточуючим простором.

## Огляд
Граничне подання тривимірної моделі складається з двух частин: топології та геометрії (поверхні, криві, точки). Головною топологічною складовою є: грані, ребра та вершини. Грань є обмеженою частиною поверхні; ребро є обмеженою частиною кривої, а вершина лежить на точці. Іншими елементами граничного подання є оболонка (набір поєднаних граней), петля (контур ребер, що обмежують грань), напівребра («крилате» представлення), що використовуються для створення контура з ребер.
Порівнюючи метод граничного подання з конструктивною блоковою геометрією (CSG), що використовує лише примітивні об'єкти та логічні операції для їх поєднання, граничне подання є більш гнучким та має більш широкий набір операцій. Окрім логічних операцій, B-rep включає екструзію, побудову фаски, змішування та багато інших операцій.

## Історія
Основа методу для B-rep було незалежно розроблено на початку 1970-х років двома вченими, а саме Іаном Брайдом (Ian C. Braid) в Кембриджі (для САПР) та Брюсом Баумгартом у Стенфорді (для систем комп'ютерного зору). Брайд продовжив свою роботу з системою твердотільного моделювання BUILD, яка була попередником багатьох дослідницьких та комерційних систем твердотільного моделювання. Брайд працював над комерційною системою ROMULUS, що була попередником Parasolid та ACIS. На базі цих двох систем твердотільного моделювання базується широке коло сучасних комерційних САПР.
У 1980-х роках, користуючись роботою Брайда в області твердотільного моделювання, шведська команда під керівництвом професора Торстона Кельберга (Torsten Kjellberg) розробила основи філософії та методів роботи з гібридними, каркасними, листковими та об'ємними моделями. У Фінляндії Марті Мантіля (Martti Mantyla) розробив систему твердотільного моделювання GWB. В США Істман (Eastman) і Вайлер (Weiler), що також працюють в області граничного подання, а в Японії професор Фуміхіко Кімура (Fumihiko Kimura) з командою в Токійському університеті розробляють власну B-rep систему моделювання.
На початку CSG використовувався в комерційних системах через простоту реалізації.  Поява надійних комерційних систем на основі B-rep ядра, таких як Parasolid, ACIS, OpenCASCADE та C3D призвела до широкого використання B-rep в САПР.